# Gaston Ravel
Gaston Ravel (Parigi, 28 ottobre 1878 – Cannes, 23 febbraio 1958) è stato un regista francese.

## Biografia
Alla Gaumont, dopo la costruzione degli studi di Buttes Chaumont, lavorarono diversi cineasti che si dividevano i compiti sul set. Un modo di lavorare in gruppo che fa' attribuire a Ravel la co-regia di molti dei film prodotti alla Gaumont. Ravel iniziò la sua carriera cinematografica da regista, firmando numerosi cortometraggi muti, ma nello stesso tempo, interpretò anche parecchi film come attore. Il suo talento fu subito riconosciuto come tale. Ebbe una carriera prolifica, lavorando sia in Francia che in Italia e in Germania, realizzando più di sessanta film.

## Filmografia

### Regista
- Sainte-Odile (1914)
- Le Fils de la divette (1914)
- L'Autre Victoire (1914)
- La Petite réfugiée (1914)
- L'Amoureuse Aventure (1914)
- L'Ambition de Madame Cabassoul (1914)
- La Fille aux pieds nus (1914)
- La Dot (1914)
- La Bouquetière des Catalans (1914)
- Madame Fleur-de-neige (1915)
- Le Trophée du zouave (1915)
- Les Trois Rois (1915)
- Le Grand Souffle (1915)
- La Nouvelle Ninon (1915)
- En musique (1915)
- Des pieds et des mains, co-regia di Jacques Feyder (1915)
- Autour d'une bague (1915)
- Triple entente (1915)
- Monsieur Pinson policier, co-regia di Jacques Feyder (1916)
- La Femme inconnue (1916)
- Fille d'Ève (1916)
- Forse sì forse che no (La Mort de l'aviateur) (1916)
- L'Homme qui revient de loin (1917)
- Du rire aux larmes (1917)
- La Geôle (1918)
- Ce bon Lafontaine (1918)
- La Maison d'argile (1918)
- Oltre la legge o Il Nodo (1919)
- Il giogo (1919)
- La volata (1919)
- Cosmopolis (1920)  
  - Battaglia delle razze - (titolo prima parte) -
  - La vittime espiatorie - (titolo seconda parte)
- Temi (1920)
- La rupe tarpea (1920)
- La volata (L'Envolée) (1920)
- Forse che sì forse che no (1920)
- La Madonna errante (1921)
- Il nodo (1921)
- Saracinesca, co-regia di Augusto Camerini  (1921)
- À l'ombre de Vatican (1922)
- Rabagas (1922)
- Idillio tragico (1922)
- Fatale bellezza (1922)
- Tao (Le Fantôme noir) (1923)
- Ferragus da Honoré de Balzac (1923)
- On ne badine pas avec l'amour, co-regia di Tony Lekain (1924)
- Le Gardien du feu (1924)
- Jocaste (1924)
- L'Avocat (1925)
- Chouchou poids plume (1925)
- Amours, délices et orgues (1925)
- Le Roman d'un jeune homme pauvre (1926)
- Le Fauteuil 47 (1926)
- Fräulein Josette, meine Frau  (1926)
- Le Bonheur du jour (1927)
- Madame Récamier (1928)
- Figaro (1929)
- La collana della regina (Le Collier de la reine), co-regia di Tony Lekain (1929)
- La straniera (1930)
- L'Étrangère (1931)
- Monsieur de Pourceaugnac (1932)
- Le Rosaire (1934)
- Fanatisme (1934)

### Sceneggiatore
- Le Fauteuil 47, regia di Gaston Ravel (1926)